# Parafia św. Jakuba Apostoła w Simoradzu
Parafia pod wezwaniem Świętego Jakuba Apostoła w Simoradzu – parafia rzymskokatolicka znajdująca się w Simoradzu. Należy do dekanatu Skoczów diecezji bielsko-żywieckiej. Erygowana w XIII wieku, w wiekach następnych utraciła samodzielność. Reerygowana 27 grudnia 1980 pod wezwaniem św. Jakuba Starszego Apostoła. W 2005 zamieszkiwało ją ok. 800 katolików.

## Historia
Najwcześniejsza zachowana do naszych czasów wzmianka historyczna o niej pochodzi z dnia 30 marca 1286, musiała więc zostać założona znacznie wcześniej. W dokumencie tym proboszcz simoradzki, ks. Tilo, zaświadcza że odczytał w kościele raciborskim klątwę na księcia Henryka wrocławskiego. Potwierdzenie wiadomości o istnieniu parafii znalazło się także w księdze fundacyjnej biskupstwa wrocławskiego z ok. 1305 roku poprzez uściślenie, że 5(6?) łanów od dawna świadczy na rzecz kościoła. W sprawozdaniu z poboru świętopietrza z 1335 w diecezji wrocławskiej na rzecz Watykanu sporządzonego przez nuncjusza papieskiego Galharda z Cahors wśród 10 parafii archiprezbiteratu w Cieszynie wymieniona jest parafia w miejscowości Zimoracz, czyli Simoradz. Prawdopodobnie już od średniowiecza do parafii, poza osadą Simoradz, należał jeszcze Iskrzyczyn, który również dzisiaj przynależy do parafii św. Jakuba w Simoradzu. Według spisu świętopietrza z 1447 wynika, że Simoradz był parafią filialną wobec kościoła w Dębowcu, powierzchnia wynosiła 12,3 km² a liczba mieszkańców 96. Czy stał się nią już w średniowieczu, tego na podstawie źródeł nie da się wywnioskować. Można jednak na podstawie spisów świętopietrza ocenić, że przynajmniej do połowy XV wieku była to parafia samodzielna. Ze względu jednak na jej niewielkie rozmiary oraz dość silne wpływy reformacji na tym terenie, samodzielność Simoradza została utracona najpewniej w XVI wieku.
Pierwotna świątynia wzniesiona została prawdopodobnie w XIII wieku. Tak jak obecnie, była murowana i posiadała osobną dzwonnicę. Jak podają źródła z XVIII wieku kościół był jednak dość zaniedbany.
Obecna, murowana świątynia została wzniesiona ok. XV wieku. W okresie reformacji (XVI-XVII wiek) kościół tutejszy przeszedł w posiadanie luteran, W 1654 władze austriackie w ramach kontrreformacji na mocy rozporządzenia odebrały budynek kościoła i zamknęły go. Zaraz potem kościół przyłączono do parafii w Dębowcu. W latach późniejszych był też filią parafii w Skoczowie. 
Po drugiej wojnie światowej 1 września 1966 roku utworzono tu stację duszpasterską (lokalię), a 27 grudnia 1980 erygowano samodzielną parafię. Od 1 września 1966 roku duszpasterzem był ks. Antoni Baszton, początkowo jako wikariusz w Skoczowie (1966-1968), a następnie jako administrator i proboszcz, który to urząd pełnił aż do śmierci 24 października 1998. Dzięki jego staraniom przeprowadzono remont kościoła, który był bardzo zniszczony. W 1972 wzniesiono nowe probostwo. W 1981 rozpoczęto budowę Domu Katechetycznego, który został poświęcony pięć lat później z okazji 700-lecia parafii. W 1989 został oddany do użytku nowy cmentarz parafialny. Aby ożywić życie religijne, ks. Baszton przez jedenaście lat organizował dwa razy w roku tygodniowe rekolekcje. W ostatnich latach pod kierownictwem proboszcza simoradzkiego, ks. Stanisława Pindela, przeprowadzona została wymiana pokrycia dachu oraz tynkowanie i malowanie budynku.